# Godsvagn

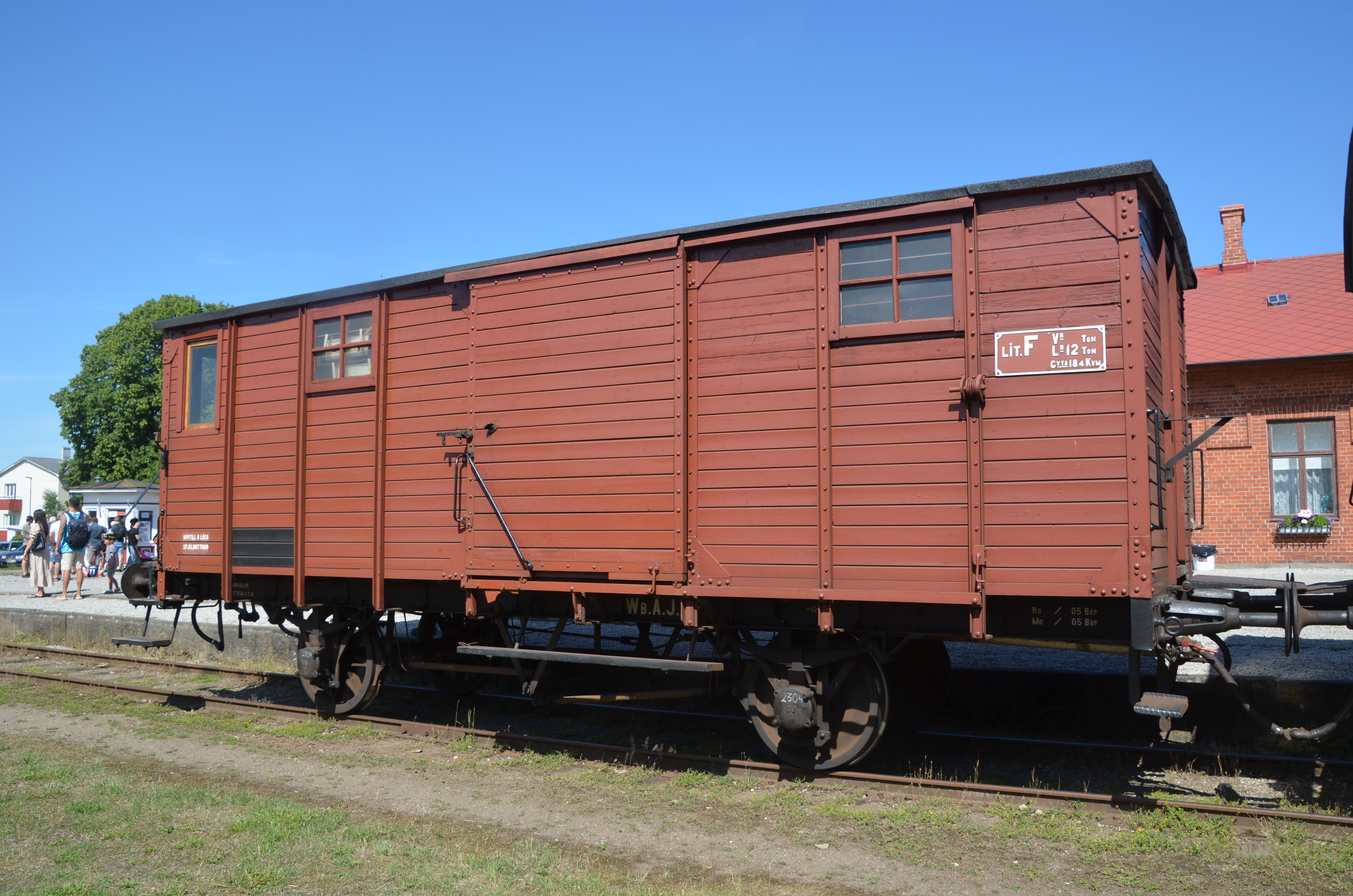
Skånska Järnvägars godsvagn SJ F 391121, tillverkad 1910, på Sankt Olofs station

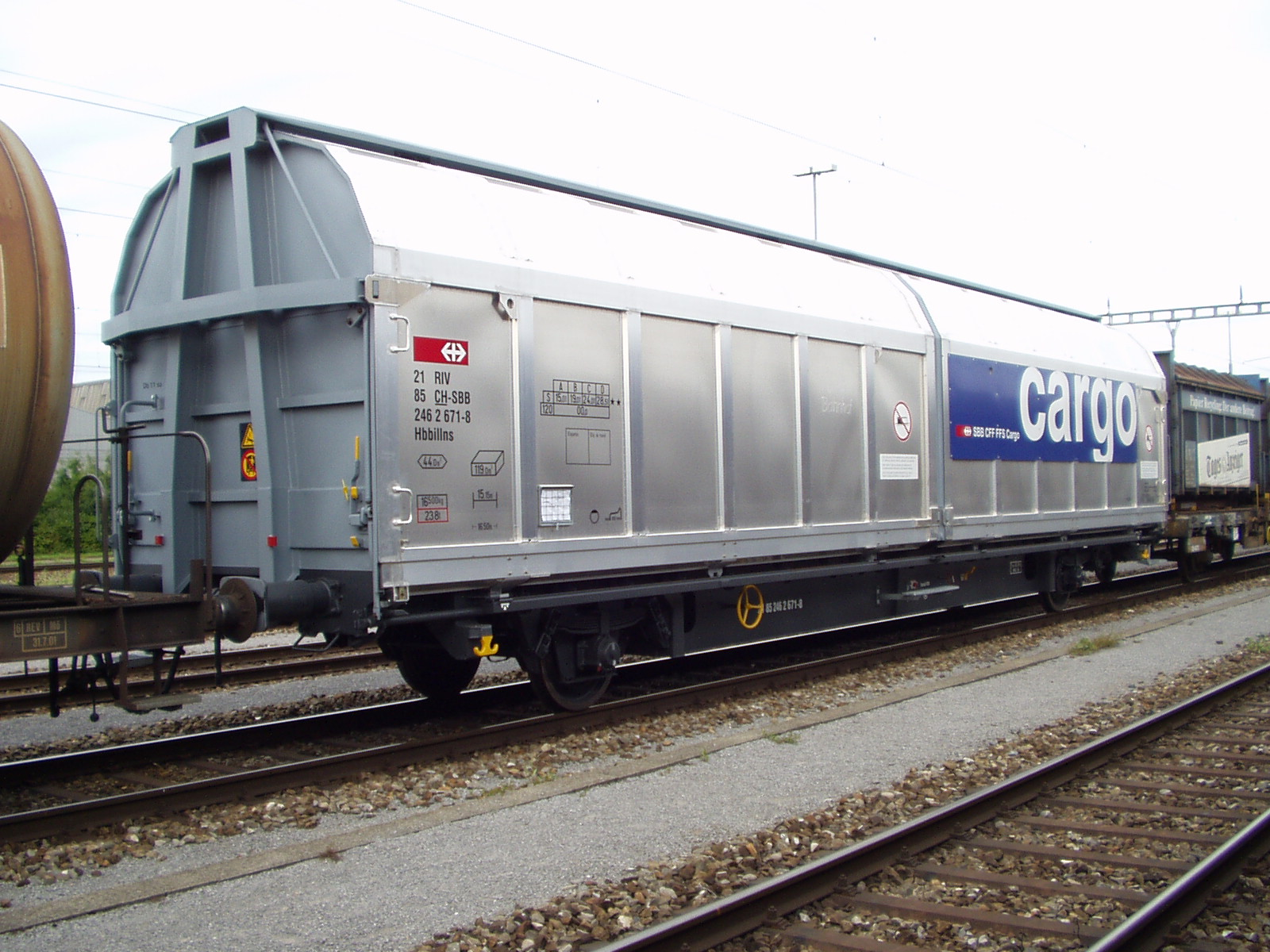
En modern sluten godsvagn.

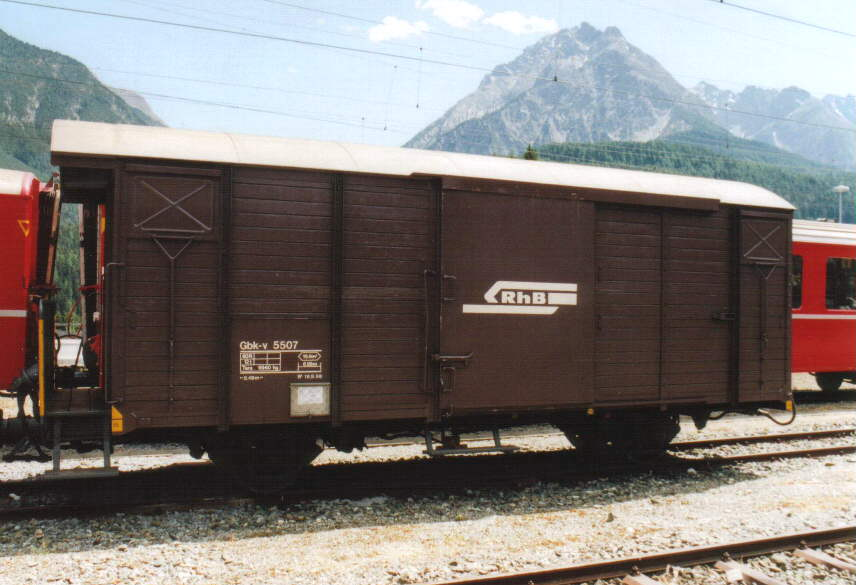
Godsfinka i Schweiz.

En godsvagn är en järnvägsvagn enbart avsedd för att transportera gods. Ett kännetecknande drag är att godsvagnarna, oftare än personvagnarna, rör sig internationellt mellan olika länder.

## Typer
Från början hade man vanligen bara två typer av godsvagnar:
- Öppna flakvagnar för gods som tålde väder och vind.
- Täckta vagnar som skyddade för väder och vind - godsfinkor. Ofta med en dragdörr på sidan.

Med tiden skedde en anpassning mot olika godsslag och lastningsmetoder där kontaktledningen är en besvärlig omständighet. Ett antal exempel:
- Öppna flakvagnar med olika sidoskydd och som lastas med kran eller gaffeltruck. Används ibland även för extremt långt men i viss mån böjligt gods såsom räls i längder upp mot 400m.
- Täckta vagnar. De lastas vanligen med gaffeltruck. Öppningarna är ofta mycket stora eller helt öppningsbara sidor. Ibland nöjer man sig med ett fast kapell som skydd.
- Täckta vagnar för transport av levande djur, "kreatursvagnar".
- Tankvagnar för vätskor, ibland kemiska och brandfarliga. Ofta byggda för att inte läcka vid olyckor.
- Tankvagnar för pulverformigt gods. Ofta med luftkompressorer för lastning/lossning.
- Tankvagnar för gas.
- Timmervagnar. Med bankar så att en kran kan lyfta en hel trave.
- Malm- och grusvagnar. Ofta med servodon för öppning av bottenluckor eller som tippvagnar med vridning av korgen på en längsgående axel.
- Biltransportvagnar. Täckta med två våningar där bilarna kan köra genom ett helt tågsätt vid lastningen.
- Kylvagnar med kylkompressorer.
- Specialvagnar avsedda för militära ändamål.
- Intermodala vagnar:
  - Containervagnar med fällbara dubbar som passar olika moduler. I USA är de ofta lågbyggda så att två kan staplas på varandra. Lastas med kranar eller stora truckar.
  - Vagnar för växelflak och lastbilstrailers. Är lågbyggda i mitten så att två motstående trailers kan ha sina hjul där. Lastas vanligen med kran. På 2000-talet har vagnar med vridbara flak introducerats så att en lastbilschaufför själv kan lasta sin trailer utan kranhjälp.

## Tekniska utformningar

### Chassi
Chassit byggs som stålram, men vissa vagnar, till exempel tankvagnar, kan vara självbärande utan ram. För att öka lastvolymen kan ramen lågbyggas. Dels genom att använda mindre hjul, dels genom att sänka dem mellan boggierna vilket är lämpligt vid frakt av lastbilstrailers varvid deras hjul står i den lågbyggda delen.

### Hjul
För vagnar som skall frakta mer skrymmande än tungt gods kan man använda endast en axel i vardera vagnsändan. För tungt gods användes 2-axliga boggier. Vid lågbyggda vagnar används ofta en jacobsboggi som delas mellan två eller flera fast hopkopplade vagnar. Speciellt vanligt i USA där man vill stapla två containrar ovanpå varandra.

### Bromssystem
Ofta finns lastavkännare som reglerar bromskraften. För långa godståg (>750m) kan man ha elektroniskt styrda tryckluftbromsar (ECB-bromsar) för att motverka fördröjning vid tillsättningen. 

### Intelligenta godståg
En hel mängd tänkbara funktioner finns, till exempel för fjärrmanövrering vid tömning av bulklaster och öppning av automatkoppel, men även för övervakning av godset (temperatur, tryck, inbrott mm).

### Fotnoter
1. ↑  ”Godsvagnar”. Järnväg. http://www.jarnvag.net/vagnguide/godsvagnar. Läst 29 september 2018.